# Мейкън (окръг, Алабама)
Окръг Мейкън (на английски: Macon County) е окръг в щата Алабама, Съединени американски щати. Площта му е 1580 km², а населението – 19 532 души (1 април 2020). Административен център е град Тъскиджи.